# Kukluksklan
Kukluksklan (slovenska izgovarjava: [kúklúksklán]; izvirno angleško Ku Klux Klan; ime je nastalo iz grške besede za krog, kyklos, in besede klan) je tajna politična združba, ki so jo rasistični belci na jugu ZDA ustanovili po zmagi severnih držav v ameriški državljanski vojni in osvoboditvi sužnjev. Prvi klan je bil organiziran v mestu Pulaski, v zvezni državi Tennessee 24. decembra 1865. Organiziralo ga je šest bivših generalov vojske južnih držav ZDA (Confederate States of America).
Dejavnosti klana so bile kmalu uperjene proti reformam nove vlade, ki je prišla v južnih državah na oblast leta 1867. Člani klana so vlado smatrali kot sovražno in zatiralno.
Verjeli so tudi v prirojeno manjvrednost temnopoltih. Oblečeni v bele kute s koničastimi kapucami, so kukluksklanovci terorizirali črno prebivalstvo. Tako so jih hoteli odvrniti od volitev in s tem uveljavljanja njihovih političnih pravic. Včasih pa ni ostalo le pri zatiranju, temveč so svoje žrtve pretepali, pohabljali ali celo morili. Te »dejavnosti« so člani klana opravičevali z nujnimi merili za zaščito bele nadvlade in nedotakljivosti belih žensk.
V klanu so bili dobrodošli beli Američani protestantske vere, stari 16 ali več let. Cilj kukluksklana je bil ohranjanje prevlade belcev z nasiljem.
Po več reorganizacijah se od leta 1953 imenuje Supreme Kingdom (Božje kraljestvo). Za to gibanje je značilna hierarhična ureditev, obredni simboli (ognjeni križ) in oprava (bela kuta s koničasto kapuco). Znova je dejaven predvsem med kampanjo za državljanske pravice v 60. letih in je odgovoren za številne bombne napade in uboje v tistem obdobju.